# Tichý nepřítel
Tichý nepřítel (v anglickém originále The Devil's Own) je americký akční film z roku 1997. Režisérem filmu se stal Alan J. Pakula. Hlavní role ve filmu ztvárnili Harrison Ford, Brad Pitt, Margaret Colin, Rubén Blades a Treat Williams.

## Obsazení
| Harrison Ford        | Tom O´Meara                  |
| Brad Pitt            | Francis McGuire/Rory Devaney |
| Margaret Colin       | Sheila O´Meara               |
| Rubén Blades         | Edwin Diaz                   |
| Treat Williams       | Billy Burke                  |
| George Hearn         | Peter Fitzsimmons            |
| Mitchell Ryan        | Jim Kelly                    |
| Natascha McElhoneová | Megan Doherty                |
| Julia Stiles         | Bridget O´Meara              |